# Kališovec
Kališovec je naselje v Občini Krško.